# 摩洛人

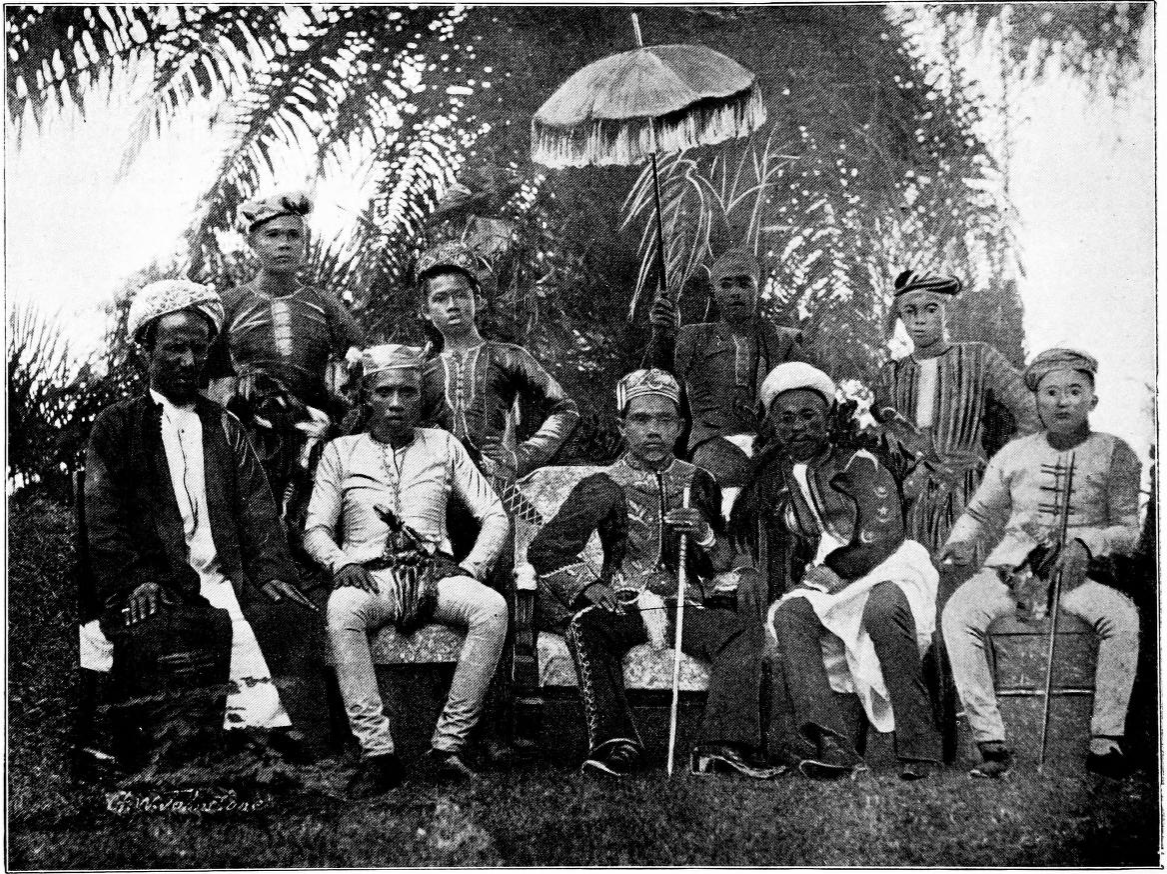
蘇祿蘇丹與隨從，1899年

摩洛人是菲律賓南部民答那峨、巴拉望省、蘇祿群島及婆罗洲的穆斯林各民族，涵蓋薩馬爾人、馬京達瑙人、馬拉瑙人、雅坎人、桑吉爾人、陶蘇格人（也叫「蘇祿人」）、巴喬人、巴拉望人等，是阿拉伯人與马来人和當地原住民的混血後裔，佔菲律賓約5％－10%人口。在馬尼拉與宿霧也有他們的社群。
該區人口使用多種語言，屬南島語系，文字以阿拉伯字母書寫。摩洛人除了共同信奉伊斯蘭教外，政治、社會和生活方面形成許多共同特點，形成一個獨特的政治力量。各地方政權政教合一，由蘇丹統治，保留奴隸制，社會分為世襲貴族、自由民和奴隸3個等級。主要從事農業，栽培水稻、旱稻。擅長航海。漁業、手工業和商業發達。
當地人稱其居住地為摩洛蘭（Moroland）；菲律賓政府稱此地為「菲律賓南部」，並為當地的長期獨立運動及游擊隊問題所困擾。

## 歷史

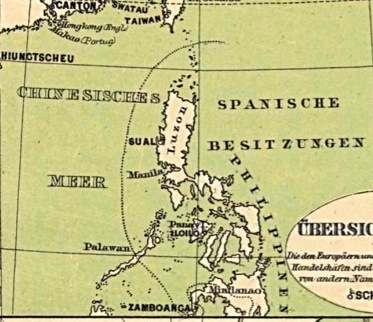
1892年的地圖顯示菲南地區不在馬尼拉當局的有效控制範圍。

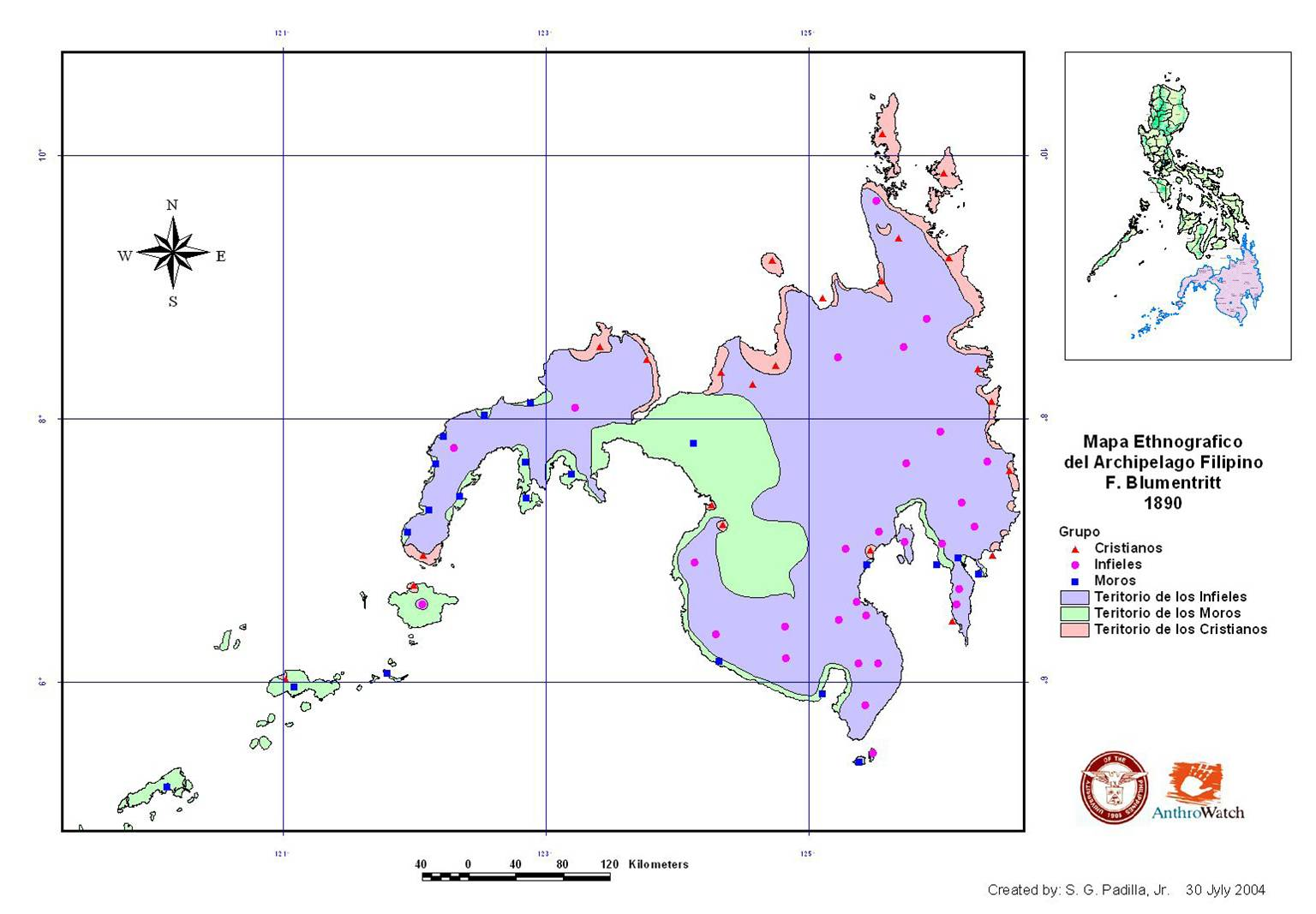
1890年民答那峨島民族分布
原住民 摩洛人 基督徒

伊斯兰最早出现在菲律宾是波斯湾与馬拉巴尔的阿拉伯人帶來。1380年，伊斯蘭首位傳教士馬克圖木·卡里姆由波斯湾抵達今日的菲律賓，南部伊斯蘭教尤為興旺，15世紀中葉建立蘇祿蘇丹國及馬京達瑙蘇丹國，前者國境包括巴西蘭島、塔威塔威島、巴拉望島以及周圍群島。他们与马来西亚及印尼有貿易关系。
明朝初年蘇祿國王曾經親自來晉見明朝皇帝明成祖朱棣，歸國途中染疾，病故並安葬於中國德州。除了長子返回蘇祿繼承蘇丹王位以外，其後人如次子、三子及隨行大多留在中國生活，現在山東德州的回民很多便是他們的後裔。
16世紀西班牙人入侵後，西班牙人發現當地人的相貌、文化和習俗與公元8至15世紀西班牙南部安達盧西亞的穆斯林居民非常相似，故稱他們為摩爾人（Moor），後來成為摩洛人（Moro）。西班牙人在菲律賓宣揚天主教，穆斯林被加以殺害。期間，馬尼拉曾經暴發過蘇萊曼和拉坎杜拉領導的穆斯林反抗，均以失敗告終。西班牙殖民者在占領區大力推行消滅原有文明的政策，摧毀大量穆斯林文化遺跡，馬尼拉歷史上曾經有多間清真寺，西班牙人來到後便蕩然無存。
1898年，美國與西班牙爆發戰爭，西班牙戰敗。根據西、美雙方在巴黎簽訂的停戰條約，西班牙從南美洲和太平洋的島嶼退出。在菲律賓問題上，西班牙人雖未曾佔領摩洛蘭一帶，但在停戰條約上把該地劃給美國。
美國人接手後，經過多次戰爭，仍未能佔領該地。美國逐與南部的穆斯林進行政治談判，約翰·貝茲先後與摩洛蘇丹及馬京達瑙的蘇丹簽訂吉蘭姆-貝茲條約。按照條約規定，美國人不進入菲律賓的南方，區內事務由摩洛人自治管理。
1903年，美國宣布菲律賓土地法。土地法宣稱，菲律賓南方未被美軍占領的土地屬於非法土地。土地法還規定，菲律賓北方的天主教徒遷移進入南部者，政府允許其占有土地16公頃，而南部原有穆斯林每戶土地最多也不得超過8公頃。 1904年，美國政府取消與穆斯林達成的條約。1919年，菲律賓土地法進一步規定，北方天主教徒可以在南部獲得免費的24公頃土地。
第二次世界大戰後，美國1946年宣布廢除海外殖民政策，菲律賓宣布獨立。儘管當時南部摩洛穆斯林呼吁國際社會給予保護，反對強權者將他們出賣與吞並，但美國政府在與菲律賓馬尼拉當局簽訂條約時，將摩洛蘭一併劃歸菲律賓政府。

## 獨立運動

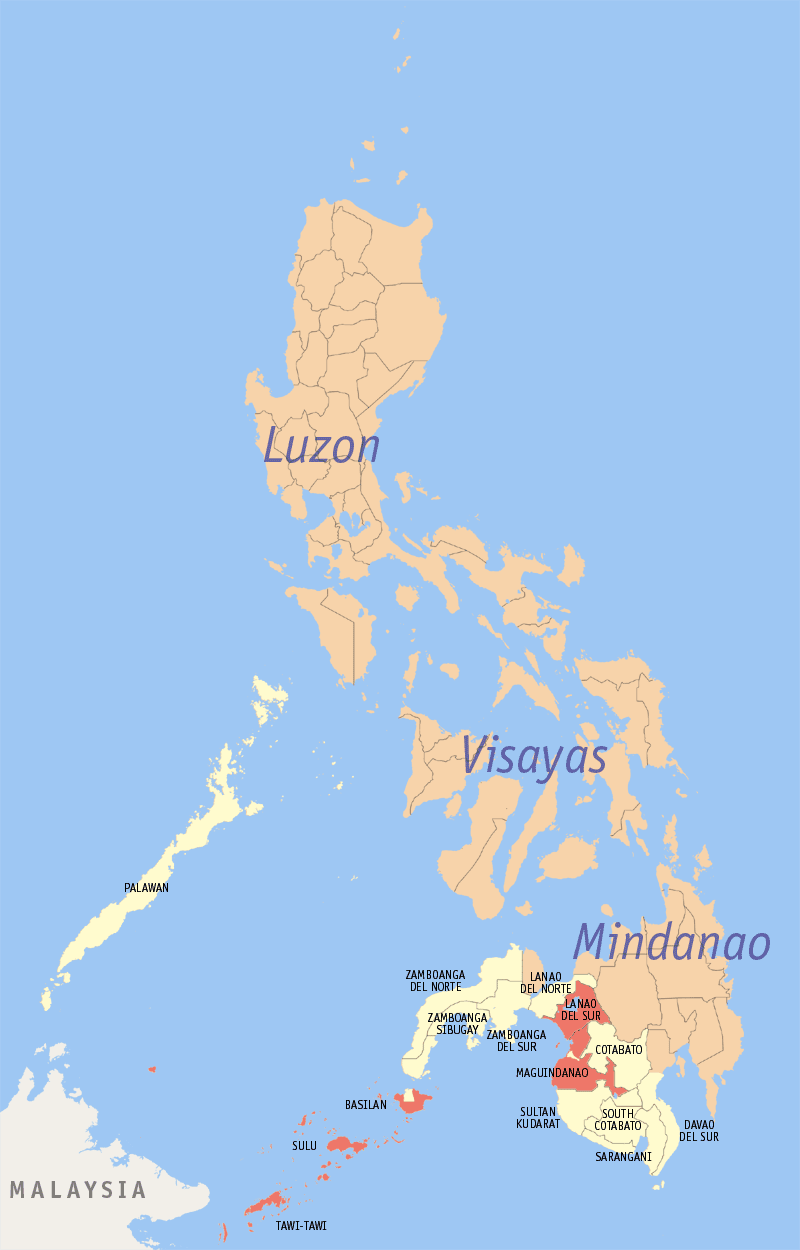
棉兰老穆斯林自治区

自1950年代起，菲律賓政府開始向南方大規模移民，並將集結北方的毛派農民遊擊隊(新人民軍)，驅趕到南部的穆斯林居住區。在1970年以前不久，當地地方政府的省長、市長、州長或海島管理人，均由摩洛人擔任，但是自1970年代後，菲律賓政府在南部推行同化政策，鼓勵來自菲律賓北方的天主教移民定居南部，並組織天主教民兵武裝，摩洛人在當地被視為次等公民。現時摩洛蘭的2000萬人口中，穆斯林的比例已經下降到只有60%（1200萬），而從北方高地（呂宋和米沙焉群島）遷入的天主教移民已達40%（800萬）
1972年9月，菲律賓前總統馬可斯宣布菲律賓的《軍事管制法》，向南方大舉用兵，展開殺戮，南方穆斯林組成摩洛民族解放陣線，宣布南方獨立，受到政府多次武力鎮壓。菲南四省1987年舉行公投，獲政府確認建立「棉蘭老穆斯林自治區」，但因多項承諾未有落實，引發區內青年加入更激進的摩洛伊斯蘭解放陣線或阿布薩耶夫等組織，衝突不絕。
1996年菲律賓政府與民族解放陣線談判停火，但雙方衝突並未停止，阿布沙耶夫轉到島嶼的叢林中展開遊擊戰，襲擊政府軍和綁架旅遊者，申明獨立主張。現時在棉蘭老一帶，不少家庭負重債、幼童失學，亦因貧困而未敢求醫，生活窘迫。
美國911事件後，自2003年，菲律賓總統阿羅約的政府以反恐名義，加強掃蕩摩洛蘭。2006年，伊斯蘭會議組織代表團抵達菲律賓斡旋，期望協助穆斯林與菲律賓政府維持10年前訂定的停火協議。領導自治區的摩洛解放陣線指：「我們如今需要的是政府認真履行和議，讓菲南能實現長治久安。這個地區備受忽略，穆斯林被歧視，很多人生活貧困。我們需要重建一切，社會和具體的重建對持續的和平是重要的。」
2012年4月26日，菲律宾政府与摩洛伊斯蘭解放陣線的代表签署了一份文件，表示同意该组织在菲律宾南部地区成立一个新的政治实体，详细进程仍需要进一步谈判。

## 民族志描述

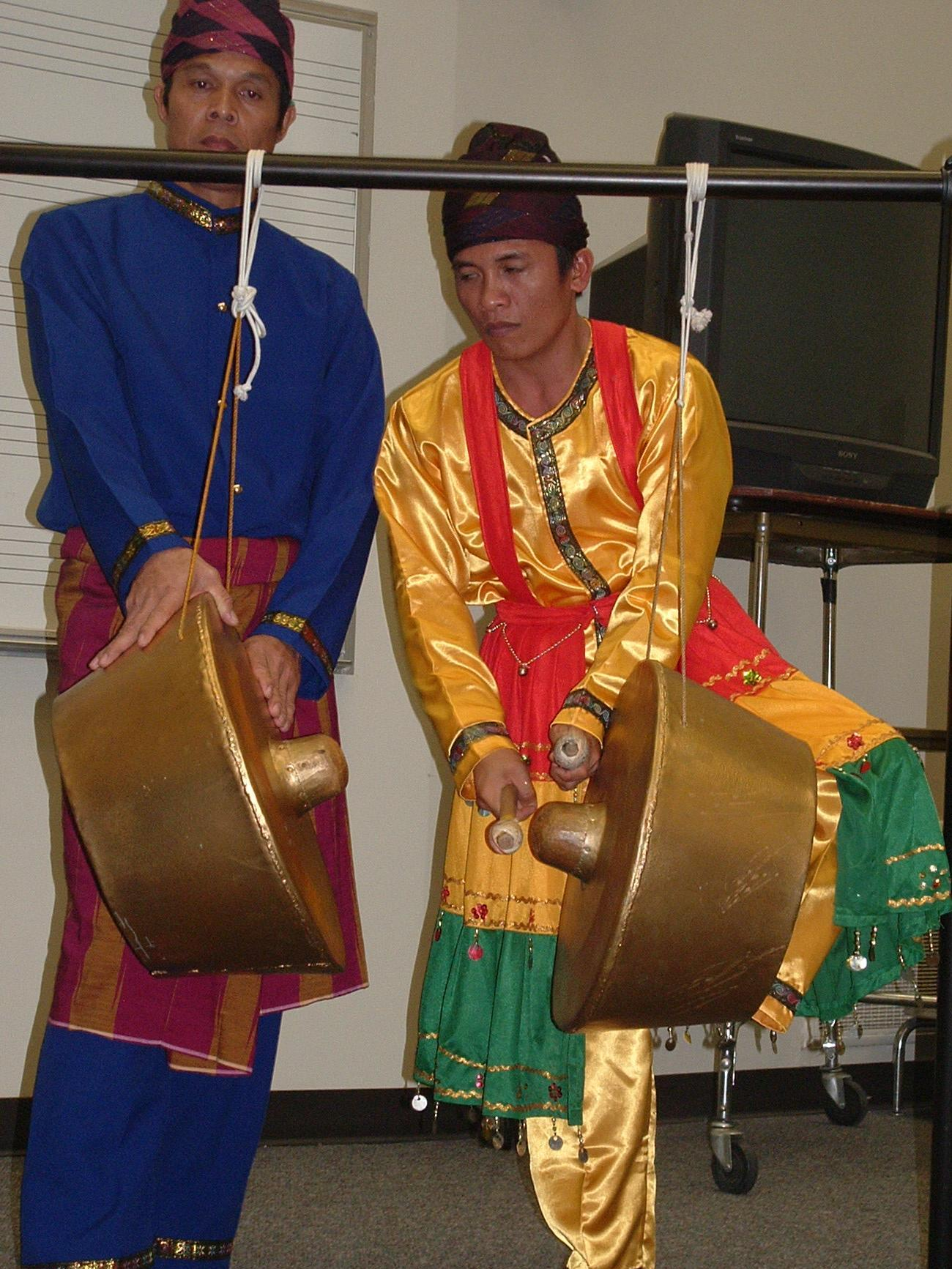
馬京達瑙摩洛人使用阿貢鑼表演民俗音樂。

二十世紀開始之前，上層階級為摩洛拿督（或酋長、蘇丹）、普通平民和奴隸，囚犯。受尊敬的人物是伊瑪目。擁有豐富的民間傳說，史詩，音樂和舞蹈，受印度文化、馬來語和阿拉伯文的影響。
摩洛人主要從事農業，主要作物为水稻、玉米、木薯、香蕉、棕櫚（檳榔和椰子）、蔬菜和水果。也有不少人從事漁業，或者採珍珠。較少的人經商，甚至是國際貿易。主要食品为米飯、豆子、魚、蔬菜、水果，辛辣調味料。他們一般日子素食，只在節日才吃肉，作為穆斯林，他們不飲酒，也不食豬肉，自别於一般菲律賓人(因在菲律賓，菲律賓人就是指天主教徒)。
他們有發達的工藝，房屋为馬來類型干欄式建築，由竹子建成。鞋留在門外。他們睡在席子上，絕不會下地面。摩洛女人出門要戴面紗，男人則戴宋谷帽。
與其他穆斯林一樣，依伊斯蘭婚姻法學允許一夫多妻制，但是只有富人才能娶多妻，普通家庭幾乎也都是一夫一妻。女孩在12至13歲結婚，新娘家應該支付嫁妆。婚姻是由父母安排的包办婚姻，不出於男女當事人的意願。摩洛現在允許異族通婚，男性穆斯林可以娶一個女基督徒，但不應該是摩洛人的元配，然後這位妻子必須住在不同的屋子。